# Obrež (Pećinci, Srbija)
Obrež (ćir.: Обреж) je naselje u općini Pećinci u Srijemskom okrugu u Vojvodini.

## Stanovništvo
Prema popisu stanovništva iz 2002. godine u naselju Obrež živi 1.400 stanovnika, od čega 1.083 punoljetna stanovnika s prosječnom starosti od 38,8 godina (36,2 kod muškaraca i 41,5 kod žena). U naselju ima 431 domaćinstvo, a prosječan broj članova po domaćinstvu je 3,52.
Prema popisu iz 1991. godine u naselju je živjelo 1.417 stanovnika.
| Etnički sastav 2002. |            |        |
| Narod                | Stanovnika |        |
| Srbi                 | 1.308      | 93,42% |
| Romi                 | 54         | 3,85%  |
| Slovaci              | 11         | 0,78%  |
| Mađari               | 4          | 0,28%  |
| Hrvati               | 2          | 0,14%  |
| Makedonci            | 2          | 0,14%  |
| Jugoslaveni          | 2          | 0,14%  |
| Rumunji              | 1          | 0,07%  |
| Rusini               | 1          | 0,07%  |
| Slovenci             | 1          | 0,07%  |
| nepoznato            | 9          | 0,64%  |

| broj stanovnika | 1327  | 1254  | 1312  | 1387  | 1429  | 1417  | 1400  |
|                 | 1948. | 1953. | 1961. | 1971. | 1981. | 1991. | 2001. |

## Vanjske poveznice
- Karte, položaj vremenska prognoza
- Satelitska snimka naselja  Arhivirana inačica izvorne stranice od 19. ožujka 2021. (Wayback Machine)